# Bonfiglioli Trasmital
Bonfiglioli Trasmital ist ein Unternehmen der Bonfiglioli-Gruppe in Calderara di Reno in der Provinz Bologna.

## Geschichte
Bonfiglioli Trasmital ist seit 1974 im Handel präsent. Mit dieser Marke kennzeichnet die Unternehmensgruppe Planetenuntersetzungsgetriebe für Arbeitsfahrzeuge.

## Umsatz
Die Produktlinie Bonfiglioli Trasmital, deren Schwerpunkt bei mobiler Antriebstechnik liegt, erwirtschaftete im Jahr 2008
mit rund 120 Millionen Euro rund ein Fünftel des Umsatzes des Konzerns. Der Standort des Produktionswerkes befindet sich in Forlì. Die Internationalität ist stärker ausgeprägt als im Rest des Unternehmens. In Italien selbst
werden etwa 25 %, in Europa 50 % und in Übersee ebenfalls rund 25 % des Umsatzes erzielt.